# Anna Holmlund
Pour les articles homonymes, voir Holmlund.
Anna Holmlund, née le 3 octobre 1987 à Sundsvall, est une skieuse acrobatique suédoise spécialisée dans les épreuves de skicross.
Elle obtient la médaille de bronze aux Championnats du monde 2011 à Deer Valley lors du ski-cross. Elle est également médaillée de bronze de l'épreuve aux Jeux olympiques d'hiver de 2014 à Sotchi. Elle gagne aussi la Coupe du monde de skicross en 2011 et 2015.
Le 19 décembre 2016, durant un entraînement à Innichen, elle est victime d'une grave chute et tombe dans le coma,.

## Palmarès

### Jeux olympiques
| Épreuve / Édition | Vancouver 2010 | Sotchi 2014 |
| Skicross          | 6e             | Bronze      |

### Championnats du monde
| Épreuve / Édition | Park City 2011 | Kreischberg 2015 |
| Skicross          | Bronze         | 9e               |

### Coupe du monde
- Meilleur classement général : 2e en 2015 et 2016.
- 3 petits globe de cristal :
  - Vainqueur du classement skicross en 2011, 2015 et 2016.
- 31 podiums en skicross dont 18 victoires.

#### Différents classements en Coupe du monde
| Année/Classement | Année/Classement | Général | Général | Skicross | Skicross |
| ---------------- | ---------------- | ------- | ------- | -------- | -------- |
| Année/Classement | Année/Classement | Class.  | Points  | Class.   | Points   |
| 2009             | 2009             | 73e     | 11      | 19e      | 111      |
| 2010             | 2010             | 9e      | 47      | 3e       | 522      |
| 2011             | 2011             | 4e      | 61      | 15e      | 672      |
| 2013             | 2013             | 49e     | 24      | 13e      | 245      |
| 2014             | 2014             | 50e     | 23      | 13e      | 256      |
| 2015             | 2015             | 2e      | 74      | 1re      | 815      |

#### Détails des victoires
| Édition / Épreuve | Skicross                                            |
| 2010              | Innichen Meiringen Sierra Nevada                    |
| 2011              | Innichen Meiringen Grasgehren Branäs Myrkdalen-Voss |
| 2015              | Åre Tegernsee Megève (2 manches)                    |